# طائر مائي

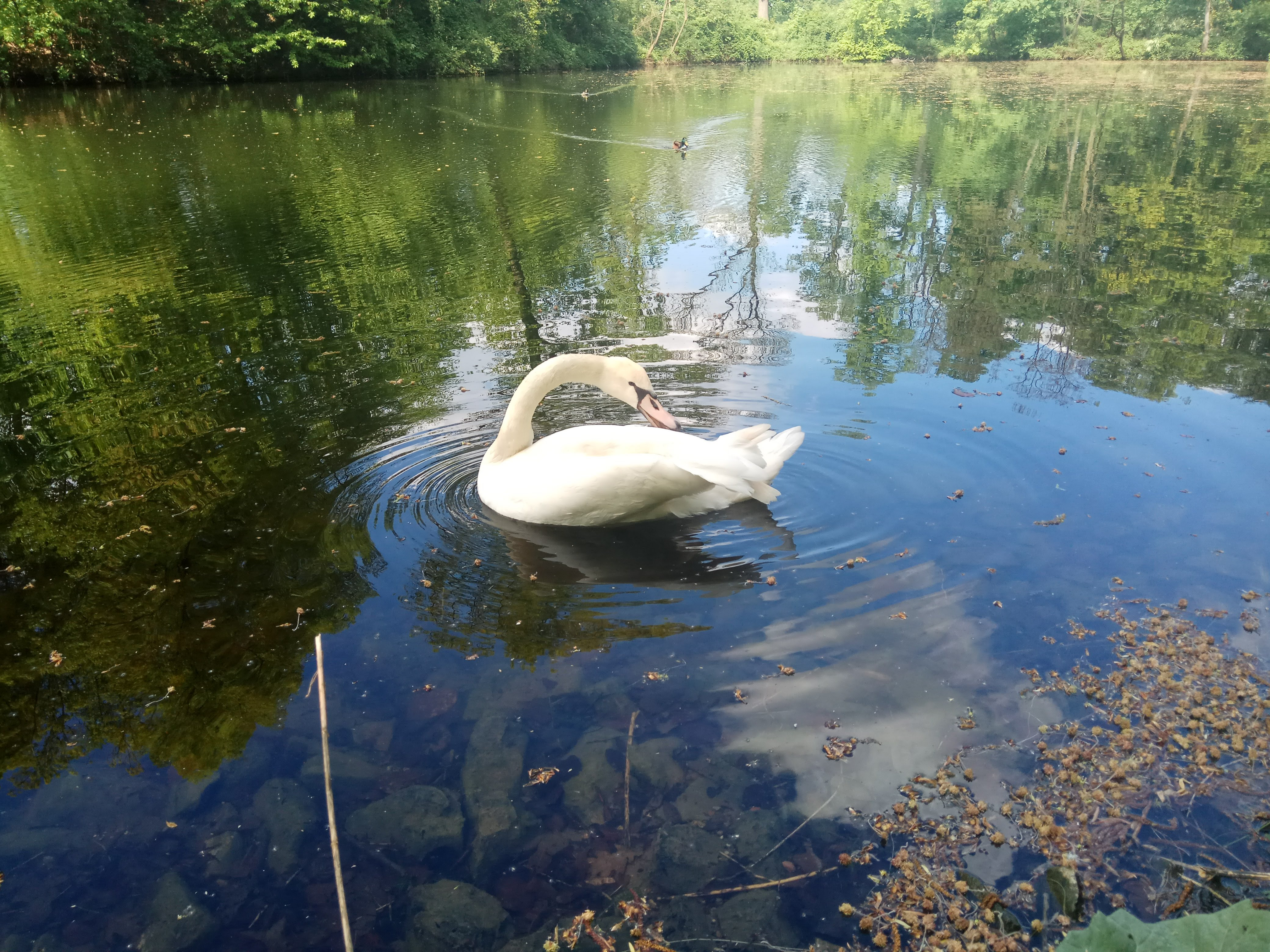
طائر مائي في حديقة مدينة دوسلدورف

الطيور المائية (Water fowl)  هي مجموعة أصناف الطيور التي ترتبط حياتها، أو مرحلة منها (تعشيش، وتفريخ، وتكاثر) بأنواع المياه الثابتة كالمستنقعات ، الشطوط، والبحيرات، والسبخات، وغيرها.

## خصائصها
تتميز هذه الطيور عادة بأرجل ذات أصابع ملتصقة ببعضها ، وتكون في مستوى متأخر عن مركز البطن ، كما أن ريشها يفرز مواد دهنية تمنع وصول الماء إلى جسدها وتحافظ على التوازن الحراري لجسمها.